# Libération
Ліберасьйон (фр. Libération фр. вимова: [libeʁɑsjɔ̃] ( прослухати) — Визволення, скорочено Libé (вимовляється: [libe])) — наймолодша з трьох національних французьких газет, випускалася з 1973 під керівництвом Ж.-П. Сартра.

## Історія
Вихід газети планувався на 5 лютого 1973 року, але з технічних причин і через фінансові труднощі цього не сталося. Однак вона випускала «нульові» примірники, призначені накопичувати фонд за передплатою. Перший номер № 0 вийшов 22 лютого 1973, а № 1 — 18 квітня того ж року. У той час це був лише один аркуш. Розглядаючи випуски газети від травня 1968 року і під час студентських бунтів 60-х рр.., можна помітити, що газета дотримувалася крайніх лівих поглядів.

### 70-ті роки
Газета завжди дотримувалася іміджу баламута. Вона була заснована в 1973 р, але своїм народженням зобов'язана «події» 1968, коли на вулиці вийшли радикально налаштовані студенти і робітники, щоб заявити про свой політичний протест, і хвилювання переросли в революцію, яка викликала розкол французького суспільства. Це був час барикад, появи нової молодіжної культури та перегляду традиційних цінностей.
Не багато є на світі газет таблоїдного формату, які створені великими філософами. А ось рушійною силою, що стоїть за Libération, був не хто інший, як Жан-Поль Сартр — письменник і мислитель, засновник філософії екзистенціалізму. Відчуваючи гостру потребу в платформі для своїх політичних поглядів, Сартр захоплювався й іншими «ізмами», особливо «комунізмом». Протягом усього життя він намагався займатися журналістикою: в 1945 р разом зі своєю коханою Сімоною де Бовуар заснував журнал Les Temps Modernes, наприкінці 40-х рр. писав статті для Le Figaro і нині неіснуючої газети Combat. Коли 1960-і рр. з їх бурями, виплесками енергії і хаосом підійшли до кінця, Сартр побачив, що ті цінності, які він намагався проповідувати протягом 20 років, починають все сильніше опанувуватися новим поколінням.
У 1970 р Ж.-П. Сартр заснував газетне агентство Liberation, запозичивши назву в одного з інформаційних листків руху Опору. Незабаром народилася і газета з тією ж назвою. За гіркою іронією долі, незабаром після 22 травня 1973 — дня народження газети Liberation, — Ж.-П. Сартр переніс важкий інсульт. Він уже не міг писати і був змушений залишити пост виконавчого директора. Але газета продовжувала стрімко розвиватися, і в кінці 70-х рр. її тираж становив понад 30 тис. примірників.
Ж.-П. Сартр пояснює: «Такий стан справ в газетному світі Франції, яке ми маємо сьогодні, сформувалося в значній мірі після війни. Звичайно ж, і до 1944 р. в країні було безліч газет, але більша частина їх співпрацювала з нацистами, тому вони змушені були закритися.
На сцену вийшло нове покоління журналістів та менеджерів, і вони стали створювати газети з нуля. Потім був довгий період затишшя, аж до 60-х — початку 70-х рр., коли студенти і прихильники рішучих заходів стали випускати свої газети. З тих газет вижила лише одна — Liberation».

## Газета сьогодні
Libération виходить на 36 сторінках, а її формат ще менше, ніж у Le Monde. Заголовок газети — чорно-білі літери на тлі червоного ромба. На відміну від Le Figaro і від Le Monde, вона друкує небагато тексту на першій смузі, яка на три чверті зайнята великою кольоровою фотографією, ліворуч від якої — менші фотографії з кольоровими заголовками різних шрифтів. Перші сторінки присвячені подіям, що сталися недавно (рубрика Події), далі йде рубрика Новітніх відкриттів, потім — міжнародні новини, потім політика, суспільство, економіка, мас-медіа, спорт, культура, метеопрогноз, телегід. Сторінки газети усіяні фотографіями і гумористичними малюнками, що допомагає зацікавити широкі соціальні кола, серед яких багато молоді.